# 호스필드안경원숭이
호스필드안경원숭이(Cephalopachus bancanus)는 안경원숭이의 일종이다. 서부안경원숭이 또는 말레이시아안경원숭이로도 불린다.

## 분류
이 종에 대한 분류는 의문의 여지가 있으며, 일부 아종은 불확실 상태로 있다. 사실, 20여년 이상 호스필드안경원숭이에 대한 연구는 거의 이루어지지 않았고, 철저하고 체계적인 연구 조사에 기초한 분류학적인 수정은 늦게 이루어졌다. 이들 아종은 좀 더 명확한 증거가 나올 때까지 별도로 취급되고 이름 붙여야 한다.

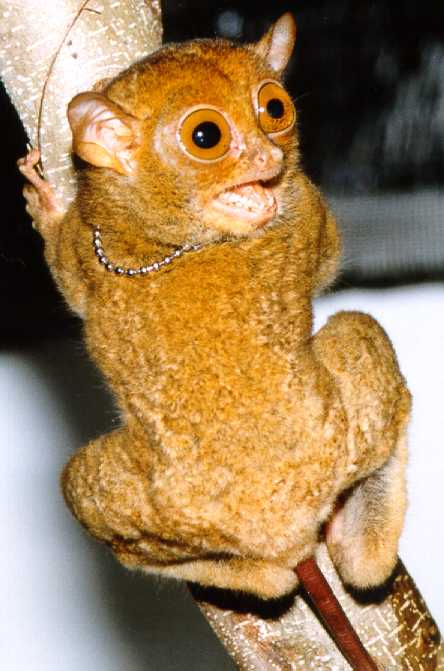
사라왁의 호스필드안경원숭이

호스필드안경원숭이는 현재 3종의 아종이 인정되고 있다.
- Cephalopachus bancanus bancanus
- 블리퉁섬안경원숭이 (Cephalopachus bancanus saltator)
- 보르네오안경원숭이 (Cephalopachus bancanus borneanus)